# Франциск I (король Обеих Сицилий)
Франциск I (Франческо I, итал. Francesco I; 14 августа 1777, Неаполь — 8 декабря 1830, Неаполь) — король Обеих Сицилий с 1825 года. Сын короля Фердинанда I. Дважды назначался отцом регентом: в 1812—1815 годах во время пребывания двора в Сицилии и во время революции 1820 года.

## Биография
Стал наследником престола (герцогом Калабрии) после смерти старшего брата Карла в 1778 году. С юных лет отличался нерешительностью и ни в чём не противоречил властным родителям. Увлекался ботаникой и даже составил две брошюры о растениях Южной Италии. 

При приближении французов дважды бежал с отцом в Калабрию, а затем на Сицилию. После возвращения королевской семьи в Неаполь вынужден был заниматься государственными делами во время поездок отца на Лайбахский конгресс и на иные встречи с европейскими монархами. 

Семья Франциска I

Вступив на престол на 48-м году жизни, Франциск I мало уделял внимания государственным делам, предоставив их своим министрам Луиджи де Медичи и маркизу дель Карретто, который заведовал полицией. Жил в Казерте и Портичи уединённо, окружённый охраной, в постоянном страхе покушения со стороны карбонариев. Лакей короля Микеланджело Вилья и служанка королевы Катерина де Симоне тем временем продавали от его имени должности и награды. 
Главным достижением его 5-летнего правления стал вывод в 1827 году с территории королевства австрийской армии, содержание которой было разорительным для казны. Восстание в Чиленто (1828) было быстро подавлено маркизом дель Карретто. Учредил орден Франциска I. Умер вскоре после возвращения из Мадрида, где присутствовал на бракосочетании своей дочери с королём Испании. 
Узнав о смерти короля, русский дипломат А. Я. Булгаков записал: «Вот не стало и приятеля моего короля неаполитанского. Спали мы с ним в Калабрии только что не на одной постели! Сколько раз спрашивал он, бывало, меня: Чем же всё это кончится, милый мой Булгаков? — А тем, принц, что король, ваш августейший батюшка, вновь заберёт себе неаполитанский престол!»

## Семья
В 1797 году Франциск I женился на своей двоюродной сестре Марии Клементине Австрийской (1777—1801), которая родила ему дочь:
- Мария Каролина (1798—1870), в 1816 году вышла замуж за Шарля Фердинанда, герцога Беррийского; после его убийства стала женой герцога делла Грациа.

После смерти супруги Франциск женился в 1802 году на Марии Изабелле Испанской (1789—1848).
В этом браке родились:
- Луиза (1804—1844) — в 1819 вышла замуж за Франсиско де Паула Испанского, имела одиннадцать детей;
- Мария Кристина (1806—1878) — в 1829 вышла замуж за короля Испании Фердинанда VII, в браке было две дочери, овдовев вышла замуж второй раз в 1833 году за Августина Фернандо, герцога Реансарес, имела семеро детей;
- Фердинанд II (1810—1859) — король Обеих Сицилий, был женат на Марии Кристине Савойской, имел от брака сына, после её смерти женился на Марии Терезе Австрийской, имел от неё двенадцать детей;
- Карл Фердинанд (1811—1862) — принц Капуи, в 1836 году женился морганатическим браком на Грете Пенелопе Смит, имел двух детей;
- Леопольд (1813—1860) — граф Сиракузский, в 1837 году женился на Марии Виттории Савойской-Кариньян, имел дочь умершую в детстве;
- Мария Антуанетта (1814—1898) — в 1833 году вышла замуж за великого герцога Леопольда II Тосканского, имела десять детей;
- Антонио (1816—1843) — граф ди Лечче, умер бездетным;
- Мария Амалия (1818—1857) — в 1832 году вышла замуж за Себастьяна Испанского, детей не имела;
- Мария Каролина (1820—1861) — в 1850 году вышла замуж за Карла Испанского, детей не имела;
- Тереза Кристина (1822—1889) — в 1843 году вышла замуж за императора Бразилии Педру II, имела двух сыновей и двух дочерей;
- Луиджи (1824—1897) — граф Акуила, в 1844 году женился на бразильской принцессе Жануарии, имел четырёх детей;
- Франческо (1827—1892) — граф Трапани, в 1850 женился на Марии Изабелле Австрийской, имел шестеро детей.

## Награды
- Награждён орденом Св. Андрея Первозванного 23 сентября 1800 года[2].